# Diasporas maghrébines
 (septembre 2017).
Les diasporas maghrébines sont constituées par les personnes vivant à l'extérieur du Maghreb, qui y sont nées ou, selon les définitions, dont un ascendant y est né. Elles sont la conséquence directe du fort taux d'émigration qu'a connu le Maghreb depuis la décolonisation ayant eu lieu entre 1956 pour la Tunisie et le Maroc, et 1962 pour l'Algérie. Depuis ces événements l’immigration maghrébine explosait réellement.

## Terminologie
Pour Gildas Simon, parler de diasporas est préférable à diaspora du fait qu'il y ait trois diasporas différentes, chacun venant d'un pays différent (Maroc, Algérie, Tunisie), qui ont un sentiment d'appartenance à un État différent et dont les pays n'ont pas mis en place une liberté de circulation des hommes et des biens. Par ailleurs, à l'échelle de l'Europe ou d'un pays européen particulier, ces diasporas ont tendance à s'installer dans des espaces géographiques différents.

## Démographie

### France
L’immigration maghrébine en France est une immigration ancienne, mais c’est dans les années 1950 que l’immigration maghrébine explose réellement. Le début de XXème siècle voit apparaitre les premières migrations économiques en provenance du Maghreb. Des hommes originaires de Kabylie et d’Algérie sont enrôlés par des entreprises marseillaises pour remplacer les grévistes français et italiens au début du XXème siècle.
Dans les années 1960 et 1970, la conjoncture économique favorable qu'a connue la France a favorisé l'immigration, en particulier en provenance du Maghreb. En conséquence, les personnes d'origine maghrébine représentent 8,7 % de la population française des moins de 60 ans en 2011, et 16 % des enfants nés en 2006-2008 ont au moins un grand-parent maghrébin.

#### Estimations fondées sur les données de l'Insee
En 2015, Michèle Tribalat, dans une nouvelle estimation des populations d'origine étrangère en 2011, estime à au moins 4,6 millions le nombre de personnes d'origine maghrébine sur trois générations en 2011 selon la répartition suivante :
| Pays d'origine (milliers) | Immigrés (tous âges confondus) | 1re génération née en France (tous âges confondus) | 2e génération née en France (moins de 60 ans uniquement) | Total |
| ------------------------- | ------------------------------ | -------------------------------------------------- | -------------------------------------------------------- | ----- |
| Algérie                   | 737                            | 1 170                                              | 563                                                      | 2 470 |
| Maroc                     | 679                            | 698                                                | 130                                                      | 1 507 |
| Tunisie                   | 246                            | 280                                                | 129                                                      | 655   |
| Total Maghreb             | 1 662                          | 2 148                                              | 821                                                      | 4 631 |

Note : pour la 2e génération née en France, seules les personnes âgées de moins de 60 ans sont prises en compte.
Par ailleurs, selon cette même étude de Michèle Tribalat, les personnes d'origine maghrébine sur trois générations représentent 8,7 % de la population française des moins de 60 ans en 2011.
En 2019, l'Insee indique qu'il y avait en France 1,95 million immigrés du Maghreb ainsi que 2,55 millions de descendants directs nés en France d'au moins un parent maghrébin soit au total 4,5 millions,, auxquels s'ajoutent les petits-enfants d'immigrés maghrébins estimés à 821 000 en 2011 par Michèle Tribalat soit au total un peu plus de 5,3 millions de personnes d'origine maghrébine sur trois générations.
| Pays d'origine (milliers) | Immigrés (Insee 2019) (tous âges confondus) | 1re génération née en France (Insee 2019) (tous âges confondus) | 2e génération née en France (Tribalat 2011) (moins de 60 ans uniquement) | Total |
| ------------------------- | ------------------------------------------- | --------------------------------------------------------------- | ------------------------------------------------------------------------ | ----- |
| Algérie                   | 846                                         | 1 207                                                           | 563                                                                      | 2 616 |
| Maroc                     | 802                                         | 964                                                             | 130                                                                      | 1 896 |
| Tunisie                   | 302                                         | 384                                                             | 129                                                                      | 815   |
| Total Maghreb             | 1 950                                       | 2 555                                                           | 821                                                                      | 5 326 |

Sources : Insee pour les immigrés et la 1re génération née en France (2019). M.Tribalat pour la 2e génération née en France (2011).

#### Autres estimations
Pour l'historien Pierre Vermeren, spécialiste du Maghreb, selon des estimations hautes, en France on « compterait 4 à 5 millions d'Algériens et descendants, autour de 3 millions de Marocains, 1 million de Tunisiens ». En extrapolant à partir des chiffres de l'INSEE de 2008, il estime à « 2,5 millions sur quatre générations » les résidents en France nés au Maroc ou descendants de personnes nées au Maroc.
Dans une étude réalisée à partir des données du recensement de 1999, ainsi que d'une enquête complémentaire nommée Étude de l’histoire familiale (EHF), la démographe de l'INED Michèle Tribalat estime en 2004 à près de 3 millions le nombre de personnes nées au Maghreb ou en descendant sur trois générations en 1999.
De son côté, l'Institut Montaigne,  plateforme de réflexion, de propositions et d'expérimentations consacrée aux politiques publiques en France, estime, dans un de ses rapports ayant pour objectif la promotion du concept de discrimination positive et publié en 2004, qu'à partir des données du recensement de 1999 il y aurait en France entre 5 et 6 millions d'habitants d'origine maghrébine sur quatre générations, dont 3,5 millions auraient la nationalité française.
Selon Hakim El Karoui qui  a dirigé le rapport de l’Institut Montaigne sur la politique arabe de la France (août 2017), six millions de personnes, immigrés de première, deuxième ou troisième génération, ont un lien direct avec le Maghreb.
D'après l'Aida, l'Association internationale de la diaspora algérienne à l’étranger, créée à Londres en 2012, les Algériens ou personnes d'origine algérienne vivant en France en 2012 serait au nombre de 5 millions. Le nombre de Tunisiens résidant en France serait évalué à un peu plus de 600 000 personnes  par l'Office des Tunisiens à l'étranger.
Selon les  statistiques 2013 issues de l'Office de la migration internationale des Nations unies, 840 000 Algériens ont quitté l'Algérie sous Bouteflika contre 110 000 dans la décennie 90.
Pour Hugues Lagrange,  « la communauté maghrébine […]  présente sur le sol français depuis trois, voire quatre générations […] représente un groupe de près de six millions de personnes » en 2015.

#### Natalité
9,2 % des enfants nés en 2013 en France métropolitaine, soit 71 660 sur 779 883, ont un père né au Maghreb, avec la plus forte proportion dans les départements du Vaucluse (21,3 %), de Seine-Saint-Denis (21,1 %), de la Corse (18,4 %), de l'Hérault (17,2 %), des Alpes-Maritimes (15,7 %). Au niveau des régions, c'est en Corse que l'on trouve la plus forte proportion avec 18,4 % devant les régions Provence-Alpes-Côte d'Azur (15,0 %), Languedoc-Roussillon (14,3 %), Île-de-France (13,7 %) et Rhône-Alpes (10,1 %).
Sur trois générations, 16 % des nouveau-nés en France métropolitaine entre 2006 et 2008, soit environ 125 à 130 000 nouveau-nés chaque année, ont au moins un grand-parent maghrébin, avec des variations importantes par région. La moitié sont d'ascendance mixte.

#### Aspects sociaux-culturels et économiques
Selon une étude du Secrétariat général de l'immigration, parmi les 780 000 « très diplômés » (masters, grandes écoles et doctorat) en France en 2012, qui ne sont pas de nationalité française, on trouve des nationaux de l'Algérie et du Maroc avec 66 000 diplômés chacun et de Tunisie avec 26 000 diplômés. Intercalés entre ces trois pays on trouve des nationaux du Royaume-Uni (40 000) et de l'Allemagne (30 000).
Selon une étude menée en 2008 par l'Agence nationale pour la cohésion sociale et l'égalité des chances (ACSE) et le cabinet CJDIM, citée par le magazine Le Maghreb, le quotidien de l'économie, plus de 13 000 entrepreneurs d'« origine maghrébine » sont installés à Paris (6 000 Algériens, 4 900 Marocains, 3 115 Tunisiens) sur un total de 130 322, soit 10 % des entrepreneurs d’Île-de-France. Ils représenteraient 5,9 % de l'ensemble des chefs d'entreprise en France. Le secteur principal des investisseurs maghrébins serait essentiellement le commerce de gros et de détails (30,04 %). La diaspora algérienne est plutôt orientée vers l'hôtellerie et la restauration, la diaspora marocaine vers l'immobilier et la diaspora tunisienne vers le commerce et la construction.
Selon le Conseil de l'Ordre des médecins en France, 8,5 % des 276 354 médecins inscrits au tableau de l'Ordre au 1er janvier 2014 sont nés dans un pays du Maghreb.
Selon Will Higbee, maître de conférences en français à Exeter, parmi les vingt acteurs français ayant totalisé le plus grand nombre d'entrées en France au cours des années 2000, cinq seraient des « Maghrébins-français » : Kad Merad, Dany Boon, Samy Naceri, Zinedine Soualem et Gad Elmaleh. Un peu plus loin figurent Jamel Debbouze et Roschdy Zem.
Pour Hugues Lagrange, les jeunes issus de l’immigration maghrébine, s’ils souffrent plus du chômage, « ne sont pas, dans leur grande majorité, moins bien insérés dans la société française que les jeunes issus des milieux populaires autochtones. Beaucoup des descendants ont aujourd’hui acquis des positions à la fois dans le monde économique, le monde associatif, la sphère administrative et, dans une moindre mesure, des responsabilités électives au niveau local ».

### Europe
Selon l'historien Pierre Vermeren, il y a environ 15 millions de personnes d'origine maghrébine en Europe de l'Ouest en 2016.
En dehors de la France, Bruxelles, Anvers et Amsterdam sont les villes principales qui abritent des communes avec des populations à majorité maghrébine, comme à Molenbeek-Saint-Jean, Borgerhout ou encore Amsterdam-West,.

#### Belgique
| Pays de naissance | Nombre estimé |
| ----------------- | ------------- |
| Maroc             | 608 337       |
| Tunisie           | 24 810        |
| Algérie           | 9 944         |

Selon l'estimation de l'association Aida, en 2011, les personnes nées au Maghreb et leurs descendants seraient de 150 735 soit 7,6 % de la population belge venant du Maroc, 50 000 venant d'Algérieet 24 810 venant de Tunisie pour l'année 2012. Ils constitueraient 4,5 % de la population belge. Selon un article du journal belge Lalibre et l'Université catholique de Louvain, on compterait jusqu'à 600 000 Marocains en Belgique en 2016,. Une écrasante majorité de la diaspora maghrébine est composé de la communauté marocaine qui domine les communautés étrangères dans les villes de Bruxelles et d'Anvers. Quant aux Algériens, la majorité est originaire de l'immigration algérienne en France.

#### Pays-Bas
| Pays de naissance | Nombre estimé |
| ----------------- | ------------- |
| Maroc             | 423 900       |
| Tunisie           | 9 928         |
| Algérie           | 8 338         |

Selon le Bureau central de la statistique, les Marocains seraient pas plus de 500 000 aux Pays-Bas. Minoritaires, les Tunisiens suivent avec 9 928 et les Algériens 8 338 d'après le Raad voor Maatschappelijke Ontwikkeling (RMO). Comme en Belgique, la majorité des Tunisiens et Algériens installés aux Pays-Bas sont essentiellement issus de l'immigration algérienne et tunisienne en France.

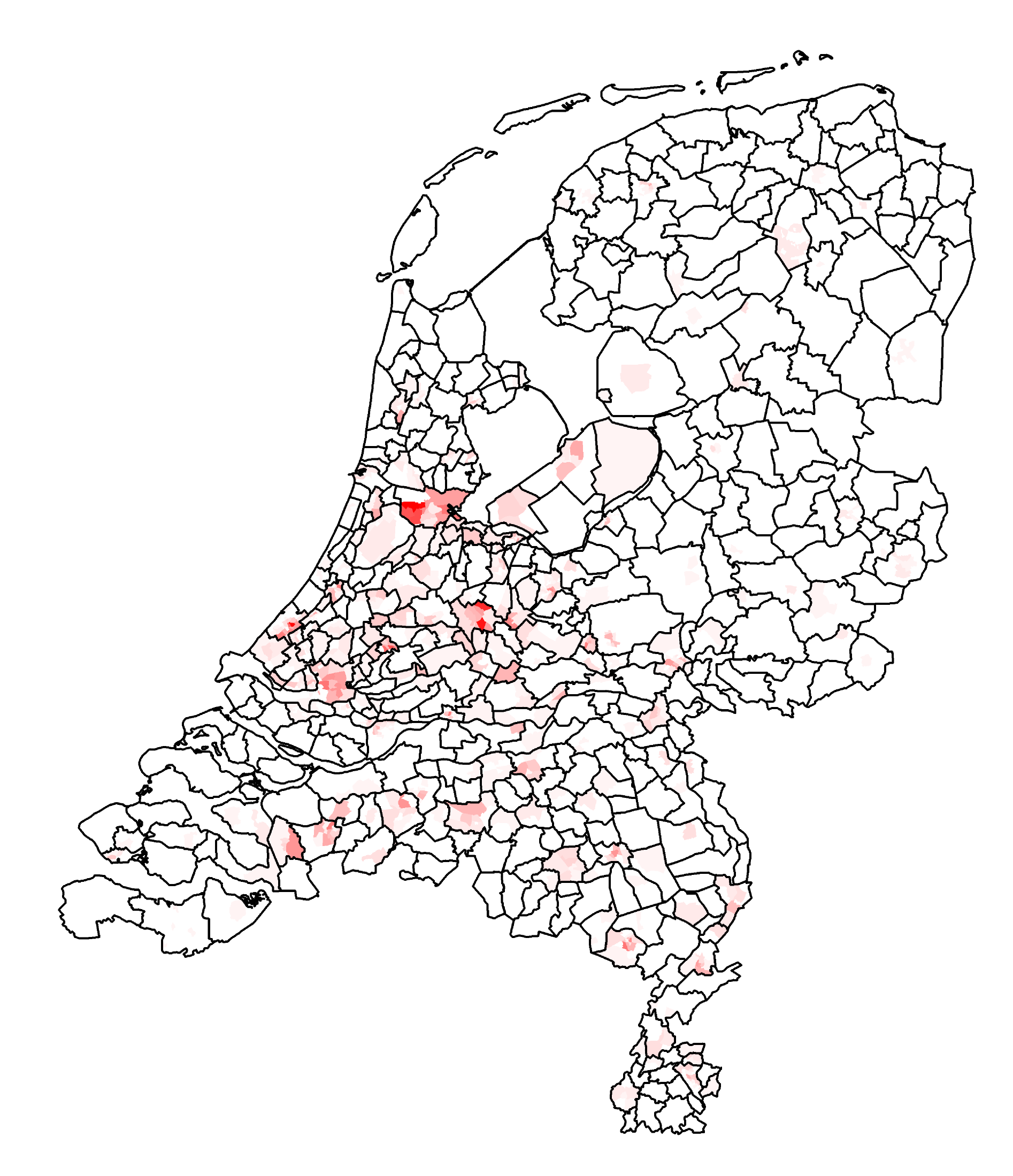
Proportion de Marocains aux Pays-Bas par communes et quartiers. Le rouge vif désigne le maximum, 24 %. (Bureau central de la statistique, 2007)

Aux Pays-Bas et en Flandre (Belgique), les Marocains sont surnommés de Mocro's.

Le grand nombre de Marocains aux Pays-Bas s'explique avec l'histoire des Marocains aux Pays-Bas qui remonte jusqu'aux années 40'. Les Marocains étaient peu nombreux durant la première vague d'immigration aux Pays-Bas, entre le milieu des années 1940 et le milieu des années 1960, constituée essentiellement d'individus en provenance des anciennes colonies néerlandaises. La première génération d'allochtones marocains est constituée d'individus venus en provenance du nord du Maroc et notamment de Tétouan, Tanger, Al Hoceïma, Nador et les campagnes qui autourent les montagnes du Rif. Ils arrivent aux Pays-Bas dans les années 1960 et 1970 pour répondre aux appels de main-d’œuvre, et de leur famille, dans le cadre de la politique du regroupement familial. Le recrutement de travailleurs marocains s'est poursuivi jusqu'en 1973. À cette date, 22000 Marocains vivaient dans le pays. Malgré le fait que les migrants marocains n'étaient qu'invités à travailler aux Pays-Bas avant de retourner chez eux, leur nombre n'a pas diminué. Aussi, en 1980, on compte dans le pays 72 000 allochtones marocains ; 168 000 en 1990 ; et 335 127 en 2008. Outre la politique du regroupement familial, le taux de natalité élevé des immigrés marocains a contribué au doublement de leur nombre entre 1990 et 2008. Ainsi, en 2008, 47 % des Marocains vivant aux Pays-Bas sont nés aux Pays-Bas. Aujourd'hui, les villes essentiellement peuplés de Maghrébins sont Amsterdam, Rotterdam, Utrecht, La Haye et Eindhoven.

#### Suisse
L'Office fédéral des Migrations publie une étude sur les flux en provenance du Maroc, de la Tunisie et de l'Algérie.

### Canada
Montréal est connue pour être la ville à plus forte concentration maghrébine en Amérique du Nord et aussi pour avoir un quartier entièrement réservé aux Maghrébins nommé « Petit Maghreb », mais selon la statistique et la source de l'article Maghrébins, ils seraient probablement 420 000 au Canada. Au Moyen-Orient, le pays avec le plus de maghrébins sur son sol est Israël, on dénombre environ 1 000 000 de personnes d'origine maghrébine. À l'origine, les deux principales destinations des  maghrébins sont la France et le Canada. Mais à la suite de traités signés avec d'autres pays (notamment avec la Belgique et les Pays-Bas), la France et le Canada ne seront plus leur seules destinations. Néanmoins, la France reste le pays à plus forte communauté maghrébine dans le monde et le Canada abrite toujours une population maghrébine non négligeable[réf. nécessaire].

### Difficultés de recueil des données statistiques
En raison du nombre de personnes en situation irrégulière, les statistiques officielles ne semblent pas refléter les données réelles des flux migratoires.

## Liens avec les pays d'origine
Alors que les immigrés de première génération emmenaient leurs enfants voir leurs familles dans leur pays d'origine, comme font les Portugais en France, les générations suivantes continuent à s'y rendre mais cette fois-ci pour y faire des activités de loisirs, bien qu'ils aient des attaches familiales bien que moindre dans leur pays d'origine. Par ailleurs, les liens familiaux ont tendance à s'affaiblir entre cousin après la mort d'un grand-parent ou d'un grand-oncle. Parfois, visiter ce pays permet de construire une identité même en l'absence d'attache.
Cependant, parfois, du fait de différences vestimentaires ou de maîtrise de la langue locale, les descendants d'immigrés se sentent rejetés dans leur pays d'origine et ont l'impression de n'être « ni d'ici ni d'ailleurs ».
Enfin, en se rendant dans leurs pays d'origine, les membres de ces diasporas dépensent des sommes d'argent qui irriguent les économies locales.